# Крат, Владимир Алексеевич
Влади́мир Алексе́евич Крат (8 (21) июля 1911, Симбирск — 2 июня 1983) — советский астроном, член-корреспондент Академии наук СССР с 1972 года.

## Биография
Родился в семье смотрителя Cимбирского кадетского корпуса, сына чешского дворянина, подполковника Алексея Архиповича Крата и Е. А. Федосеевой, родной сестры известного марксиста Н. Е. Федосеева. До 12 лет жил в Симбирске, и уже здесь изготавливал простейшие астрономические приборы.
Окончил Казанский университет (1932). С 1938 года работал в Пулковской обсерватории, заведовал отделом физики Солнца, С 1964 года был исполняющим обязанности директора, а в 1966—1979 годах — директором обсерватории. Член КПСС.
Основные научные работы относятся к физике Солнца, переменным звёздам и космогонии. Инициатор и активный участник работ по созданию в СССР стратосферной астрономии.
Ещё в 1935 году предложил гипотезу об ограниченности Метагалактики и о существовании вне её других космических систем. Согласно этой гипотезе, расширению Метагалактики предшествовало её сжатие, вызванное образованием сгущений. Выполнил ряд работ по изучению фигур равновесия компонентов тесных двойных звёзд (1937). По наблюдениям затменных переменных изучал потемнение к краю дисков звёзд и предложил метод определения коэффициента потемнения на основании анализа кривой блеска. Разработал детальную классификацию затменных переменных (1944). Развил представление о хромосфере как об образовании, состоящем из горячих и холодных волокон — протуберанцев (1958). Установил, что хромосферные факелы, наблюдаемые в H и К линиях кальция, располагаются в нижней хромосфере и являются ограниченными по высоте вкраплениями более горячего газа в слое газа с кинетической температурой не выше 5000 K (1960, 1963). По данным солнечного затмения 1945 года установил, что распределения энергии в непрерывном спектре короны и в спектре центра солнечного диска идентичны.
Автор книг «Проблемы равновесия тесных двойных звёзд» (1937), «Фигуры равновесия небесных тел» (1950), один из авторов «Курса астрофизики и звёздной астрономии» (1951) и книги «Баллонная астрономия» (1972), написанной совместно с Л. М. Котляром.
Именем Крата названа малая планета (3036 Krat), открытая Г. Н. Неуйминым 11 октября 1937 года в Симеизской обсерватории.